# Christína Papadáki
Christína Papadáki (en grec moderne : Χριστίνα Παπαδάκη, née le 24 février 1973 à Athènes) est une joueuse de tennis grecque, professionnelle de 1989 à 1999.
Elle a gagné un tournoi WTA en double au cours de sa carrière, l’Open de Bogotá en 1999 avec Seda Noorlander.

## Palmarès

### Titre en simple dames
Aucun

### Finale en simple dames
| No | Date       | Nom et lieu du tournoi  | Catégorie | Dotation  | Surface      | Vainqueure      | Score    |          |
| -- | ---------- | ----------------------- | --------- | --------- | ------------ | --------------- | -------- | -------- |
| 1  | 15/02/1999 | Copa Colsanitas, Bogota | Tier IVa  | 142 500 $ | Terre (ext.) | Fabiola Zuluaga | 6-1, 6-3 | Parcours |

### Titre en double dames
| No | Date       | Nom et lieu du tournoi | Catégorie | Dotation  | Surface      | Partenaire      | Finalistes                  | Score    |          |
| -- | ---------- | ---------------------- | --------- | --------- | ------------ | --------------- | --------------------------- | -------- | -------- |
| 1  | 15/02/1999 | Copa Colsanitas Bogota | Tier IVa  | 142 500 $ | Terre (ext.) | Seda Noorlander | Laura Montalvo Paola Suárez | 6-4, 7-6 | Parcours |

### Finale en double dames
Aucune

## Parcours en Grand Chelem

### En simple dames
| Année | Open d'Australie | Open d'Australie | Internationaux de France | Internationaux de France | Wimbledon       | Wimbledon  | US Open         | US Open          |
| ----- | ---------------- | ---------------- | ------------------------ | ------------------------ | --------------- | ---------- | --------------- | ---------------- |
| 1993  | -                | -                | 2e tour (1/32)           | Jana Novotná             | -               | -          | 1er tour (1/64) | Emanuela Zardo   |
| 1994  | 1er tour (1/64)  | Radka Bobková    | -                        | -                        | -               | -          | -               | -                |
| 1999  | 1er tour (1/64)  | Elena Wagner     | 1er tour (1/64)          | Natasha Zvereva          | 1er tour (1/64) | Miho Saeki | 1er tour (1/64) | Elena Dementieva |

À droite du résultat, l’ultime adversaire.

### En double dames
| Année | Open d'Australie              | Open d'Australie          | Internationaux de France     | Internationaux de France  | Wimbledon                  | Wimbledon               | US Open                     | US Open                 |
| ----- | ----------------------------- | ------------------------- | ---------------------------- | ------------------------- | -------------------------- | ----------------------- | --------------------------- | ----------------------- |
| 1994  | 1er tour (1/32) E. Zardo      | Jana Novotná A. Sánchez   | -                            | -                         | -                          | -                       | -                           | -                       |
| 1996  | 1er tour (1/32) Sandra Cacic  | S. Appelmans M. Oremans   | 1er tour (1/32) E. Tatarkova | Lea Ghirardi S. Pitkowski | 2e tour (1/16) Tina Križan | M. Hingis Helena Suková | 1er tour (1/32) Tina Križan | Rita Grande E. Makarova |
| 1997  | 1er tour (1/32) Virag Csurgo  | S. Appelmans M. Oremans   | -                            | -                         | -                          | -                       | -                           | -                       |
| 1999  | 1er tour (1/32) G. Pizzichini | M. de Swardt E. Tatarkova | 2e tour (1/16) S. Noorlander | L. Neiland A. Sánchez     | 2e tour (1/16) Shaughnessy | L. Davenport C. Morariu | 1er tour (1/32) L. Pleming  | A. Fusai N. Tauziat     |

Sous le résultat, la partenaire ; à droite, l’ultime équipe adverse.

### En double mixte
| Année | Open d'Australie | Open d'Australie | Internationaux de France | Internationaux de France | Wimbledon                   | Wimbledon                | US Open | US Open |
| ----- | ---------------- | ---------------- | ------------------------ | ------------------------ | --------------------------- | ------------------------ | ------- | ------- |
| 1996  | -                | -                | -                        | -                        | 1er tour (1/32) Piet Norval | R. Fairbank Ken Flach    | -       | -       |
| 1999  | -                | -                | -                        | -                        | 1er tour (1/32) Tom Kempers | Ai Sugiyama P. Tramacchi | -       | -       |

Sous le résultat, le partenaire ; à droite, l’ultime équipe adverse.

## Parcours aux Jeux olympiques

### En simple dames
| # | Date       | Nom de l'olympiade             | Surface      | Résultat        | Ultime adversaire | Score         |          |
| - | ---------- | ------------------------------ | ------------ | --------------- | ----------------- | ------------- | -------- |
| 1 | 28/07/1992 | Olympic Tennis Event Barcelone | Terre (ext.) | 1er tour (1/32) | Agnese Blumberga  | 4-6, 6-1, 6-2 | Parcours |
| 2 | 23/07/1996 | Olympic Tennis Event Atlanta   | Dur (ext.)   | 1er tour (1/32) | Angélica Gavaldón | 6-1, 3-6, 6-2 | Parcours |

### En double dames
| # | Date       | Nom de l'olympiade             | Surface      | Résultat        | Partenaire            | Ultimes adversaires                   | Score          |          |
| - | ---------- | ------------------------------ | ------------ | --------------- | --------------------- | ------------------------------------- | -------------- | -------- |
| 1 | 28/07/1992 | Olympic Tennis Event Barcelone | Terre (ext.) | 1er tour (1/16) | Christina Zachariadou | Li Fang Tang Min                      | 7-65, 6-3      | Parcours |
| 2 | 23/07/1996 | Olympic Tennis Event Atlanta   | Dur (ext.)   | 1er tour (1/16) | Christina Zachariadou | Benjamas Sangaram Tamarine Tanasugarn | 6-2, 6-73, 6-2 | Parcours |

## Parcours en Coupe de la Fédération
| #                                                                         | Date       | Lieu       | Surface                       | Gagnante(s)                         | Perdante(s)                          | Score         |          |
|                                                                           |            |            |                               |                                     |                                      |               |          |
| 1988 - 1er tour (groupe mondial) - Argentine - Grèce - 3 : 0              |            |            |                               |                                     |                                      |               |          |
| 1                                                                         | 05/12/1988 | Melbourne  |                               | Mercedes Paz Cristina Tessi         | Christína Papadáki Olga Tsarbopoulou | 6-1, 6-2      | Parcours |
|                                                                           |            |            |                               |                                     |                                      |               |          |
| 1989 - 1er tour (groupe mondial) - États-Unis - Grèce - 3 : 0             |            |            |                               |                                     |                                      |               |          |
| 2                                                                         | 03/10/1989 | Tokyo      | Dur (ext.)                    | Chris Evert                         | Christína Papadáki                   | 6-0, 6-1      | Parcours |
|                                                                           |            |            |                               |                                     |                                      |               |          |
| 1991 - 1er tour qualifications (groupe mondial) - Grèce - Irlande - 2 : 1 |            |            |                               |                                     |                                      |               |          |
| 3                                                                         | 18/07/1991 | Nottingham |                               | Christína Papadáki                  | Gina Niland                          | 6-4, 6-4      | Parcours |
| 3                                                                         | 18/07/1991 | Nottingham | Siobhan Nicholson Gina Niland | Christína Papadáki Lidia Soulti     | 6-2, 6-4                             |               | Parcours |
|                                                                           |            |            |                               |                                     |                                      |               |          |
| 1991 - 2e tour qualifications (groupe mondial) - Grèce - Malte - 2 : 1    |            |            |                               |                                     |                                      |               |          |
| 4                                                                         | 20/07/1991 | Nottingham |                               | Christína Papadáki                  | Helen Asciak                         | 6-4, 6-2      | Parcours |
| 4                                                                         | 20/07/1991 | Nottingham | Helen Asciak Carol Cassar     | Christína Papadáki Lidia Soulti     | 0-6, 6-4, 6-2                        |               | Parcours |
|                                                                           |            |            |                               |                                     |                                      |               |          |
| 1991 - 1er tour (groupe mondial) - Allemagne - Grèce - 3 : 0              |            |            |                               |                                     |                                      |               |          |
| 5                                                                         | 23/07/1991 | Nottingham |                               | Anke Huber                          | Christína Papadáki                   | 3-6, 6-3, 6-3 | Parcours |
| 5                                                                         | 23/07/1991 | Nottingham | Steffi Graf Barbara Rittner   | A. Kanellopoúlou Christína Papadáki | 6-3, 6-0                             |               | Parcours |
|                                                                           |            |            |                               |                                     |                                      |               |          |
| 1991 - Barrage (groupe mondial I) - Grèce - Danemark - 1 : 2              |            |            |                               |                                     |                                      |               |          |
| 6                                                                         | 25/07/1991 | Nottingham |                               | Karin Ptaszek                       | Christína Papadáki                   | 6-2, 6-2      | Parcours |
| 6                                                                         | 25/07/1991 | Nottingham | Sofie Albinus Karin Ptaszek   | A. Kanellopoúlou Christína Papadáki | 6-2, 6-1                             |               | Parcours |
|                                                                           |            |            |                               |                                     |                                      |               |          |
| 1991 - Barrage (groupe mondial I) - Grèce - Nouvelle-Zélande - 0 : 2      |            |            |                               |                                     |                                      |               |          |
| 7                                                                         | 26/07/1991 | Nottingham |                               | Claudine Toleafoa                   | Christína Papadáki                   | 6-4, 6-2      | Parcours |

## Classements WTA en fin de saison

### En simple
| Année | 1990 | 1991 | 1992 | 1993 | 1994 | 1995 | 1996 | 1997 | 1998 | 1999 |
| Rang  | 538  | 219  | 244  | 126  | 279  | 199  | 161  | 241  | 123  | 137  |

Source : (en) « Classements de Christína Papadáki », sur le site officiel du WTA Tour

### En double
| Année | 1991 | 1992 | 1993 | 1994 | 1995 | 1996 | 1997 | 1998 | 1999 |
| Rang  | 250  | 208  | 203  | 166  | 112  | 113  | 131  | 115  | 105  |

Source : (en) « Classements de Christína Papadáki », sur le site officiel du WTA Tour